# 里奥内罗-因武尔图雷
里奥内罗-因武尔图雷（義大利語：Rionero in Vulture），是意大利波坦察省的一个市镇。总面积53平方公里，人口13511人，人口密度254.9人/平方公里（2009年）。ISTAT代码为076066。